# 阿尔戈巴县 (阿法尔州)
阿尔戈巴县（英语：Argobba special woreda）是埃塞俄比亚阿法尔州的一个直辖县，县名取自阿尔戈巴人。
根据2007年埃塞俄比亚中央统计局进行的人口普查，这个地区的总人口为21,794人，其中男性11645人，女性10149人，面积393.93平方公里，人口密度为55.32。2,166或9.94%的居民是城市居民。这个家庭共有3,195户，平均每户有6.8人，房屋单位3,397个。 83.38%的人是穆斯林，16.26%的人是基督徒。